# Буда-Лельчицкая
Буда-Лельчицкая (бел. Буда-Лельчыцкая) — деревня в Лельчицком сельсовете Лельчицкого района Гомельской области Беларуси.
На северо-западе урочище Камень, на востоке урочище Березовец.

## География

### Расположение
В 5 км на север от Лельчиц, 70 км от железнодорожной станции Ельск (на линии Калинковичи — Овруч), 182 км от Гомеля.

### Гидрография
На юге, западе и севере мелиоративные каналы, в их числе Канава Слепча, соединённые с рекой Уборть (приток реки Припять).

## Транспортная сеть
Рядом автодорога Лельчицы — Мозырь. Планировка состоит из 2 изогнутых улиц из небольшими ответвлениями застройки на западе, юге и севере. Застройка двусторонняя, плотная, преимущественно деревянная.

## История
Согласно письменным источникам известна с XIX века как деревня в Лельчицкой волости Мозырского уезда Минской губернии. В 1834 году деревня Буда. В 1929 году организован колхоз. Во время Великой Отечественной войны в апреле 1943 года оккупанты сожгли деревню и убили 15 жителей. На фронтах и в партизанской борьбе погибли 49 жителей, в память о них в 1967 году в центре деревни установлена скульптура солдата. Согласно переписи 1959 года в составе экспериментальной базы «Уборть» (центр — деревня Липляны). Расположены 9-летняя школа, библиотека, фельдшерско-акушерский пункт, клуб.

## Население

### Численность
- 2024 год — 287 жителей

### Динамика
- 1834 год — 19 дворов.
- 1897 год — 49 дворов, 303 жителя (согласно переписи).
- 1908 год — 54 двора, 359 жителей.
- 1917 год — 508 жителей.
- 1925 год — 89 дворов.
- 1940 год — 145 дворов.
- 1959 год — 653 жителя (согласно переписи).
- 2004 год — 149 хозяйств, 433 жителя.
- 2024 год — 287 жителей

## Инфраструктура
Фельдшерско-акушерский пункт, торговые объекты

## Культура
- Клуб-библиотека

## Достопримечательность
- Памятник погибшим воинам-землякам